# Liste der Werke Émile Waldteufels

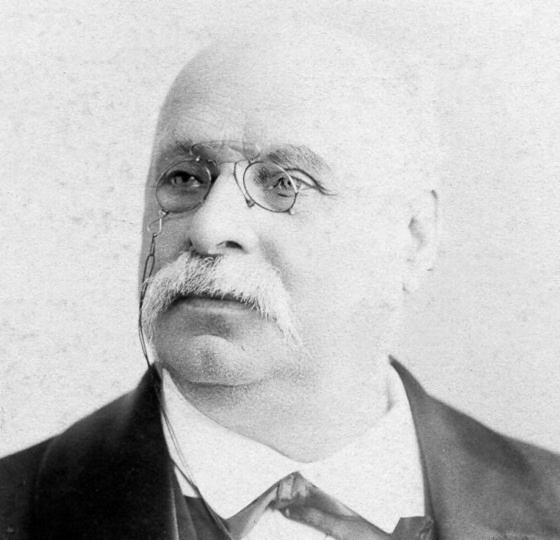
Émile Waldteufel

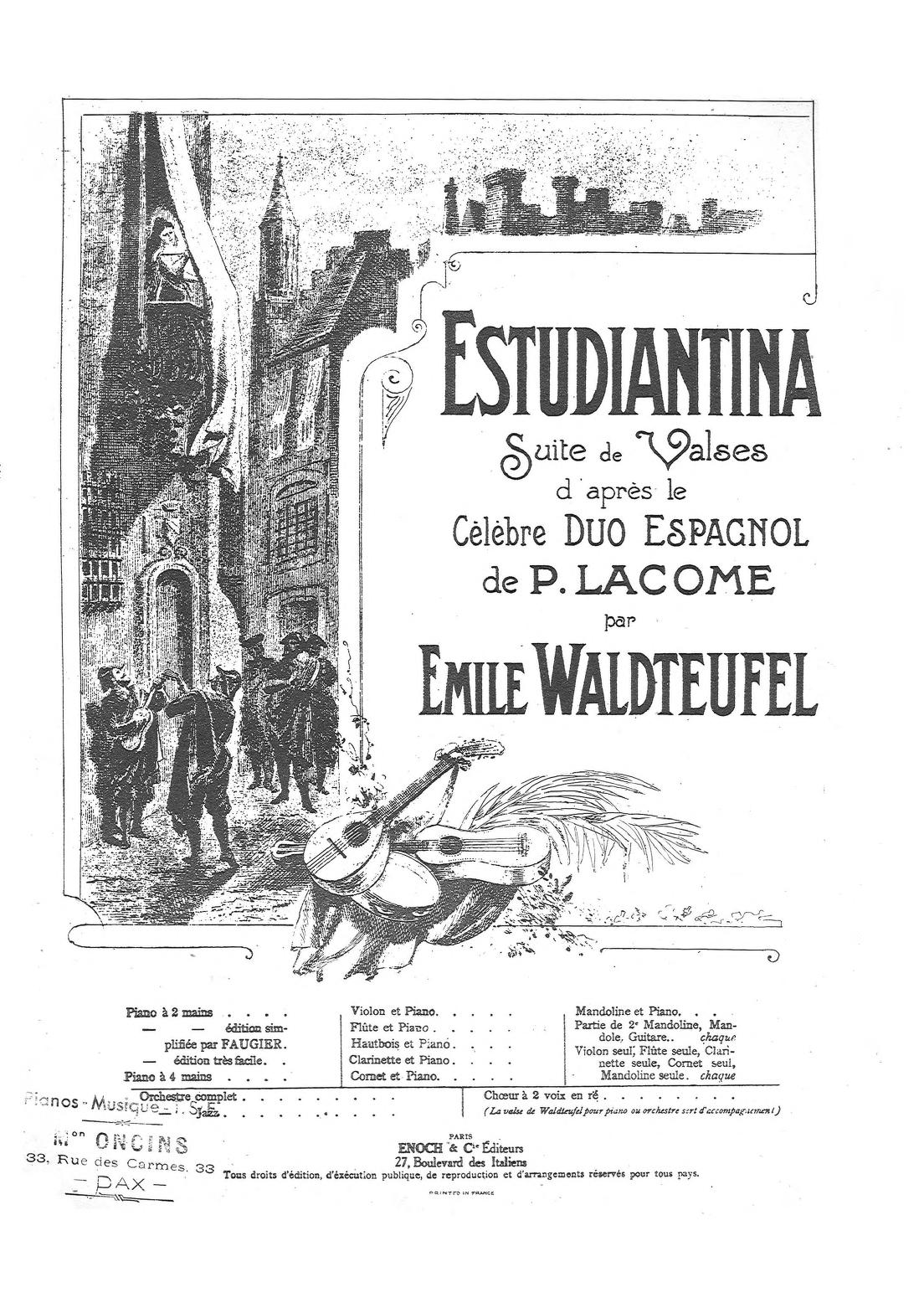

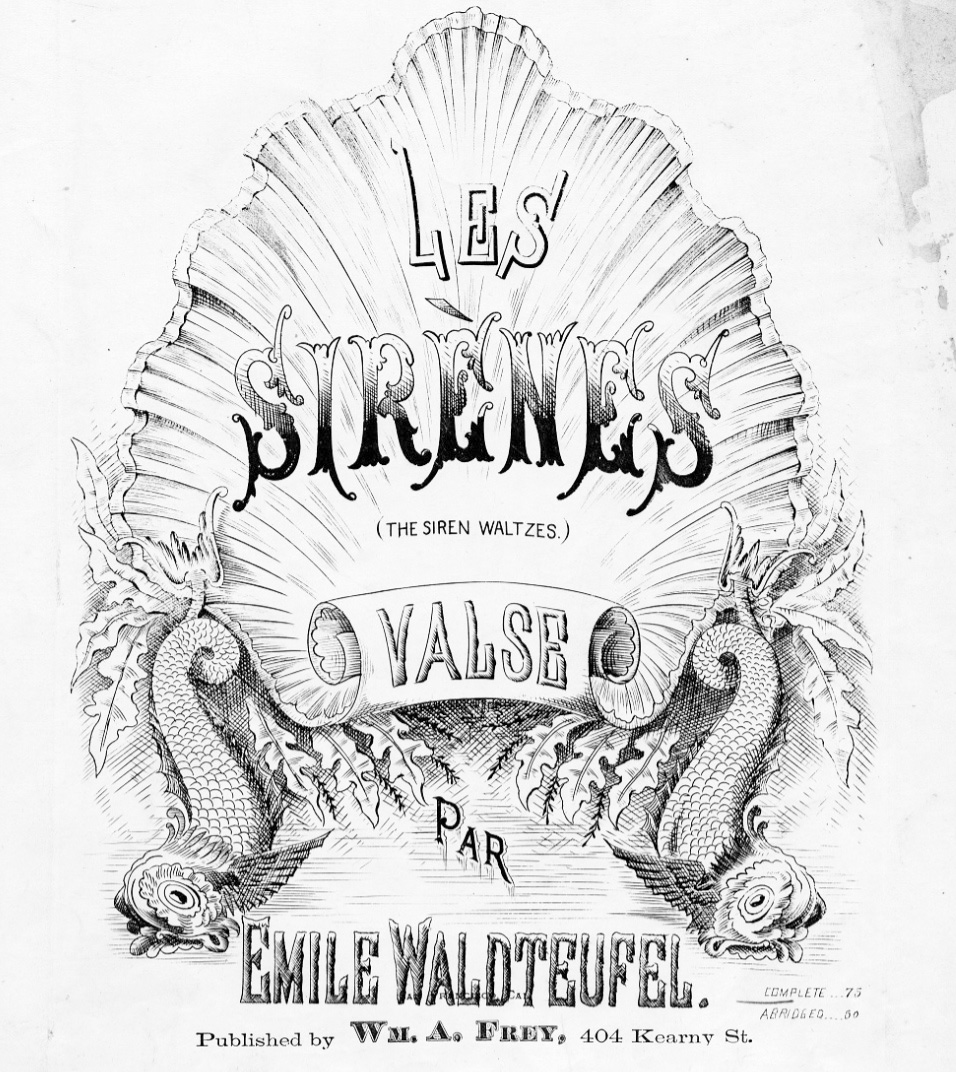

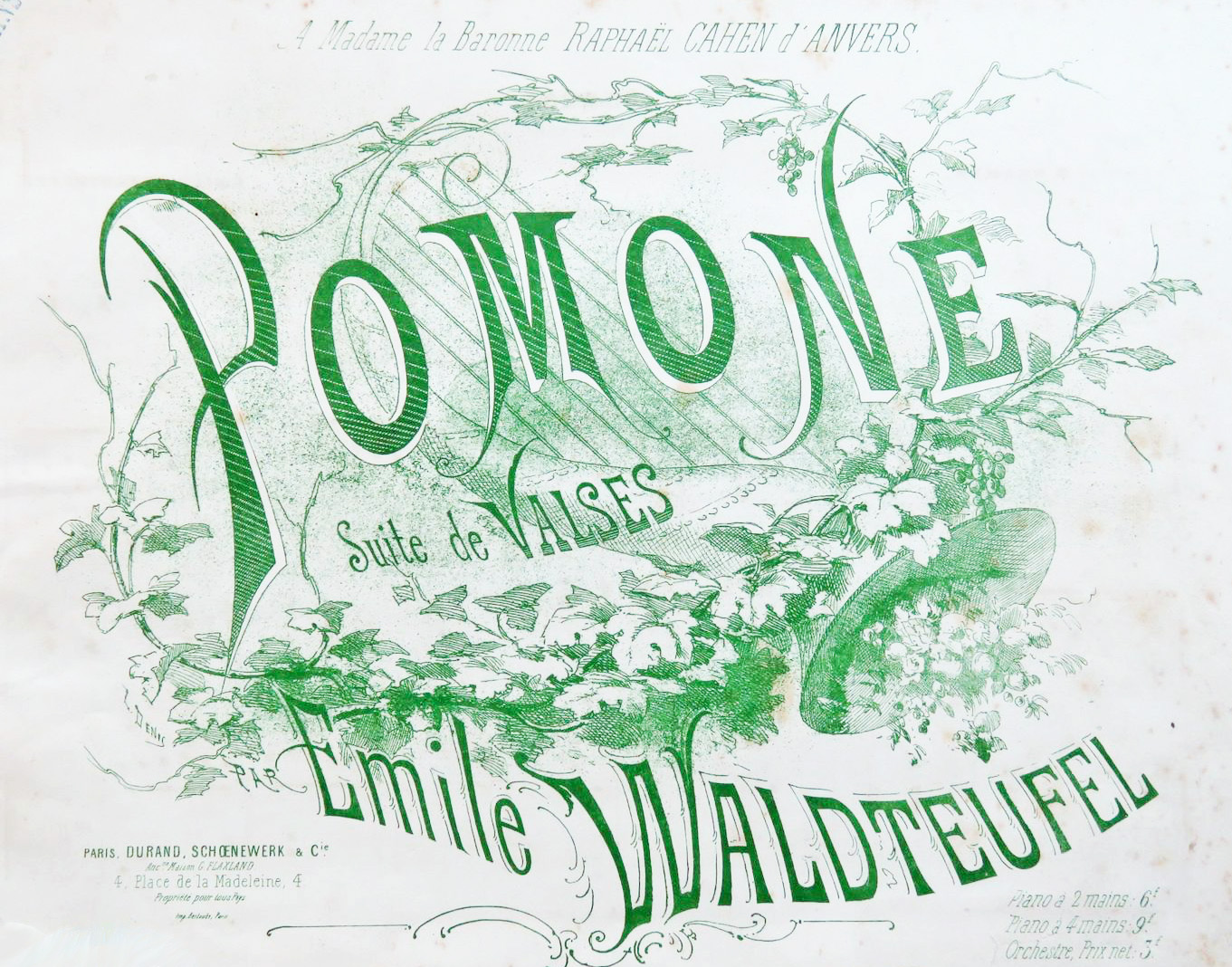

Émile Waldteufel (1837–1915) schrieb vor allem Tanzmusik: Walzer, Polkas, Mazurkas und populäre Melodien, die er häufig Freunden oder prominenten Persönlichkeiten widmete. Die heute übliche Werkssystematik wurde von seinem deutschen Verleger etabliert, dem Braunschweiger Litolff-Verlag. Dieser begann dabei mit der Opus-Nummer 100, um Platz für etwaige später entdeckte Frühwerke des Komponisten zu lassen – trotzdem sind die Opus-Nummern nicht immer kongruent mit den Entstehungsjahren.

## Werke mit Opuszahl
- 1852 Joies et Peines, Walzer, op. 102
- 1857 Kamiesch, Marsch, gewidmet dem Baron Vatry, op. 5
- 1861 Marche Alexandre
- 1861 Jean qui pleure et Jean qui rit, Polka, gewidmet dem Comte Henri de Fleurieu, op. 106
- 1864 Térésa (Antoinette), Walzer, gewidmet Madame José Hurtado de Amazega, op. 133
- 1866 Dans les bois, Polka-Mazurka, gewidmet Monsieur de Y. Goyena, op. 119
- 1866 Mello, Walzer, gewidmet Princesse de Sagan (Herrin von Schloss Mello), Op.123
- 1867 Bella, Polka Mazurka, gewidmet Monsieur Théodore Thurneyssen, op. 113
- 1868 Dans les champs („In Feld und Flur“), Mazurka, gewidmet Baron Tristan Lambert, Op.125
- 1868 Désirée, Mazurka, gewidmet Mademoiselle Désirée Derieux, op. 132
- 1875 Tout à vous („Dir allein“), Walzer, gewidmet Mademoiselle Marie de Montalvo, Op.142
- 1875 Bien aimés, Walzer, gewidmet dem Prince und der Princess of Wales, op. 143
- 1875 Entre nous, Walzer, gewidmet Henri Waldteufel (Sohn), Op.144
- 1875 Flots de joie („Auf Glückes Wogen“), Walzer, gewidmet der Baroness Erlanger, op. 145
- 1875 Manolo, Walzer, op. 140, war Anlass für Waldteufels Durchbruch als Komponist
- 1875 Myosotis („Vergissmeinnicht“), Walzer, op. 101
- 1876 Grande vitesse („Eilgut“), Galopp, gewidmet Madame Isaac Péreire, op. 146
- 1876 Les Violettes („Blumenkinder“), Walzer, gewidmet Mademoiselle Magdaleine Davillier Regnaud de St. Jean d’Angely, op. 148
- 1876 Au revoir, Walzer, gewidmet Prinzessin Achille Murat (Verwandte Napoleons), op. 149
- 1877 Mon rêve, Walzer, op. 151
- 1877 Prestissimo, Galopp, op. 152
- 1877 Pomone („Herbstweisen“), Walzer, gewidmet Comtesse Raphael Cahen d’Anvers, op. 155
- 1877 Toujours ou jamais, Walzer, gewidmet Louis Soumis, op. 156
- 1878 Hommage aux dames („Frauenlob“), gewidmet Madame de Girardin, Op.153
- 1878 Les sirènes („Sirenenzauber“), Walzer, gewidmet Louis Dufour, op. 154, in England Waldteufels erfolgreichster Walzer
- 1878 Les folies („Tolle Streiche“), Polka, gewidmet Monsieur Prevet, op. 157, starker Horn-Einsatz
- 1878 Très jolie („Ganz allerliebst“), Walzer, gewidmet der Vicomtesse Lonie de Chabrol, op. 159
- 1878 Brune ou blonde, Walzer, gewidmet Madame Louis Cartier, Op.162 (1878)
- 1878 Gaieté („Frohsinnswalzer“), Walzer, gewidmet Madame de Girardin, op. 164
- 1879 Pluie de diamants, Walzer, gewidmet der Baronesse Hoffmann, op. 160
- 1879 La berceuse („Siesta-Walzer“), Walzer, gewidmet dem Verein Cercle Agricole, op. 161
- 1879 Bella Bocca, Polka, gewidmet Monsieur Jules Tardiveau, op. 163, Waldteufels bekannteste Polka
- 1879 Ma charmante, Walzer, gewidmet Madame Marie-Antoinette Girard, op. 166
- 1879 Toujours fidèle („Treuliebchen“), Walzer, gewidmet Madame le Normand de Grandcour, Op.169
- 1879 Chantilly, Walzer, gewidmet Madame Picatory-Trubert, op. 171
- 1880 Amour et Printemps, Walzer, gewidmet Madame Valère Raspaud, op. 244, Erkennungsmelodie der französischen Fernsehsendung Ciné-Club
- 1880 Autrefois, Walzer, gewidmet der Vicomtesse de Courval ehemals Prinzessin Bibesco, op. 167, uraufgeführt anlässlich des Hochzeitsjubiläums des Prince of Wales
- 1880 Minuit, Polka, gewidmet Madame Emmanuel Bocher, op. 168
- 1880 Dolorès, Walzer, gewidmet Madame Ferdinand Bischoffsheim, op. 170
- 1881 Solitude, Walzer, gewidmet Henry Blunt, Op.174
- 1881 Jeunesse dorée, Walzer, gewidmet Monsieur N. Véga Llombard, op. 175
- 1882 Joujou Polka, op. 135
- 1882 Je t’aime, Walzer, gewidmet der Baronesse de Alméda, op. 177
- 1882 La Barcarolle, Walzer, gewidmet Baroness Preecha Kon-la-Karn (Fanny Knox), Op.178 (1882)
- 1882 Naples, Walzer, gewidmet dem Comte de Caltabolla, op. 179
- 1882 La Source, Walzer, gewidmet Madame Jules Gommès, op. 180
- 1882 Les Patineurs („Schlittschuhläufer-Walzer“), op. 183, bekanntestes Werk Waldteufels
- 1882 Mariana, Walzer, gewidmet Madame Blasco, Op.185 (1882)
- 1882 Sur la plage („Strandbilder“), Walzer, gewidmet Madame Blasco, Op.234 (1882)
- 1883 Les Sourires, Walzer, gewidmet Mme Maurice Ephrussi née Rotschild, op. 187
- 1883 Soirée d’été, Walzer, gewidmet Madame Morton, op. 188
- 1883 En Garde!, Militär-Polka, gewidmet General Edmond-Henri-David Hartung (1819–96), op. 189
- 1883 Les Fleurs, Walzer, gewidmet Madame Madelaine Lemare, op. 190
- 1883 Estudiantina („Studentenwalzer“), Walzer, op. 191, war Grundlage für Jakow Prigoshijs Lied der Zigeunerin von 1886 sowie für Cindy & Berts Song Spaniens Gitarren von 1973
- 1883 Près de toi („Bei Dir“), Walzer, gewidmet Madame Edouard André, op. 193 (1883)
- 1883 Nid d’amour („Liebchens Heim“), gewidmet der Marquise de Thuisy und der Vicomtesse de Tredern, Op.195
- 1883 Par-ci, par-là, Polka, Op.239
- 1884 Jeu d’Esprit, Polka, gewidmet Suzanne Reichemberg, op. 196
- 1884 Camarade („Kameraden-Polka“), Polka, gewidmet: Enrique de Argaez, Op.197
- 1885 Trésor d’amour („Schatzliebchen“), Walzer, gewidmet Mademoiselle Marie Durrieu, op. 149
- 1885 Tout en rose, Walzer, gewidmet Mademoiselle Marie Durrieu, op. 200
- 1885 Un premier bouquet, Walzer, gewidmet Mademoiselle Léontine Tréfeu, op. 201
- 1885 Retour des champs, Polka, gewidmet der Comtesse de Rancy, op. 203
- 1886 Ma Voisine, Polka, op. 206
- 1886 Les Grenadiers, Militärwalzer, op. 207, benannt nach den britischen Grenadier Guards
- 1886 Dans les nuages, Walzer, gewidmet der Comtesse de Kessler, op. 208
- 1886 Idylle, Walzer, gewidmet Madame Hoskier, op. 209
- 1886 La Cinquantaine / Joyeux Paris („Jubelpolka“), Polka, op. 215
- 1886 España, Walzer, op. 236, beruht auf der gleichnamigen Rhapsodie von Emmanuel Chabrier, war Grundlage für Cindy & Berts Song Wenn die Rosen erblühen in Malaga von 1975
- 1886 La Fauvette du Temple, Walzer, nach der gleichnamigen Oper von André Messager
- 1887 Les Bohémians, Polka, op. 216
- 1887 Tendresse, Walzer, op. 217
- 1887 Coquetterie, Walzer, op. 218, in England anlässlich der Hochzeit König Georgs V. mit Maria von Teck „Princess May“ benannt
- 1887 Tout ou rien, Polka, op. 219
- 1888 Acclamations („Hoch lebe der Tanz!“), Walzer, op. 223
- 1888 Papillons bleus („Die Flatterhaften“), Walzer, op.224
- 1888 Château en Espagne („Luftschlösser“), Polka, op. 225
- 1888 Dans tes yeux („In deinen Augen“), Walzer, op.227
- 1888 Hebe, Walzer, op. 228
- 1888 Rococo-Polka, op. 232
- 1889 Étincelles („Funkenflug“), Walzer, op. 229
- 1889 Roses de Noël („Christrosen“), Walzer, op. 230
- 1889 Tout Paris, Walzer, gewidmet, Monsieur F. M. de Yturbe, op. 240, wurde vermutlich anlässlich der Pariser Weltausstellung geschrieben
- 1889 Ange d’amour, Walzer, gewidmet Marguerite Julie Ovague anlässlich ihrer Verlobung, op. 241
- 1890 Nuée d’oiseaux, Polka, op. 243
- 1890 Retour du printemps, Walzer, op. 244
- 1891 Invitation à la Gavotte, Gavotte (singulär in Waldteufels Werk), gewidmet Paul Mathey, op. 246
- 1891 Fontaine Lumineuse, Walzer, op. 247
- 1891 Zig-zag, Polka, Op.248
- 1892 Sous la voûte étoilée („Himmelsaugen“), Walzer, op. 253
- 1893 Souveraine, Polka Mazurka, op. 255
- 1904 Fleurs et Baisers, Walzer,
- À toi, Walzer, op. 150
- Arc-en-Ciel, Walzer, op. 237
- Autrefois, Walzer, op. 167
- Bagatelle, Polka, op. 233
- Chant d’Oiseaux, Walzer, op. 251
- Clarisse, Polka Mazurka
- Deux à Deux, Walzer, op. 242
- Douce souvenance, Walzer, op. 194
- Doux poème, Walzer, op. 249
- Emma, Polka, op. 107
- Fleurs d’Amérique, Polka Mazurka, op.
- Fin de siècle, Walzer, op. 250
- Illusion, Walzer, gewidmet Monsieur William Twombley, op. 204
- L’Étoile Polaire, Walzer, op. 238
- L’esprit français („Geistesfunken“), Polka, gewidmet Marquis Philippe de Massa, op. 182
- La Fiancée, Walzer, op. 245
- Les sauterelles („Die Grashüpfer“), Polka, gewidmet seiner Hoheit, dem Prinzen Nicolas Dadiani, op. 118
- Longchamps fleuri, Walzer, op. 254
- Madeleine, Walzer, gewidmet der Marquise de Castellane, op. 126
- Modestie, Walzer, op. 220
- Nuit étoilée, Walzer, op. 231
- Rendez-vous, Walzer, op. 172
- Rêve divin, Walzer, op. 264
- Rêverie, Walzer, gewidmet der Marchioness du Bourg, op. 202
- Rose et marguerites („Rose und Gänseblümchen“), Walzer, op. 141
- Sentiers fleuris („Auf blumiger Aue“), Walzer, op. 186
- Soir d’Amour
- Un jour à Seville, Walzer, op. 252
- Walzer Vénitienne
- Washington, Walzer, gewidmet Herrn Botschafter der Vereinigten Staaten, op. 127

## Weblink
- Werkverzeichnis auf Planet Vienna